# Bisdom Tocantinópolis
Het bisdom Tocantinópolis (Latijn: Dioecesis Tocantinopolitana) is een rooms-katholiek bisdom met als zetel Tocantinópolis, in Brazilië. Het bisdom is suffragaan aan het aartsbisdom Palmas.

## Geschiedenis
Het bisdom werd opgericht op 20 december 1954, als territoriale prelatuur Tocantinópolis, uit delen van het bisdom Porto Nacional, en was suffragaan aan het aartsbisdom Goiás. Op 26 maart 1956 wisselde het van kerkprovincie en werd suffragaan aan het aartsbisdom Goiânia. Op 30 oktober 1980 werd het verheven tot bisdom. Op 27 maart 1996 wisselde het opnieuw van kerkprovincie en werd suffragaan aan het aartsbisdom Palmas. 

## Parochies
Het bisdom had in 2023 een oppervlakte van 15.761 km2 en telde 214.313 inwoners waarvan 70,0% rooms-katholiek was.

## Bisschoppen
- Cornélio Chizzini (12 april 1962 - 12 augustus 1981; administrator sinds 2 februari 1960)
- Aloísio Hilário de Pinho (9 november 1981 - 22 december 1999)
- Miguel Ângelo Freitas Ribeiro (17 januari 2001 - 31 oktober 2007)
- Giovane Pereira de Melo (4 maart 2009 - 31 januari 2023)
- sedisvacatie

Palmas (aartsbisdom) · Araguaína · Cristalândia · Miracema do Tocantins · Porto Nacional · Tocantinópolis